# ТЕС Іраншехр
27°13′26″ пн. ш. 60°29′33″ сх. д. / 27.22389° пн. ш. 60.49250° сх. д.
ТЕС Іраншехр — іранська теплова електростанція на південному сході країни в провінції Систан і Белуджистан.
З 1995 по 2003 роки на майданчику станції ввели в дію чотири парові турбіни потужністю по 64 МВт.
Первісно ТЕС споживала нафтопродукти, проте з другої половини 2010-х має змогу використовувати також природний газ, який надходить по трубопроводу IGAT VII.
Видача продукції відбувається по ЛЕП, розрахованій на роботу під напругою 230 кВ.
Можливо також відзначити, що поряд зі станцією Іраншехр розташований майданчик ТЕС Бемпур.